# Église Saint-Aubin de Chalandry
L'église Saint-Aubin de Chalandry est une église située à Chalandry, en France.

## Description
Dans sa monographie sur le village parue en 1884, M. Thiéfin , l'instituteur du village, donne une description détaillée  de la nouvelle église qui fut bâtie en 1866 sur les ruines de l'ancienne église
.

## Localisation
L'église est située sur la commune de Chalandry, dans le département de l'Aisne.

## Historique

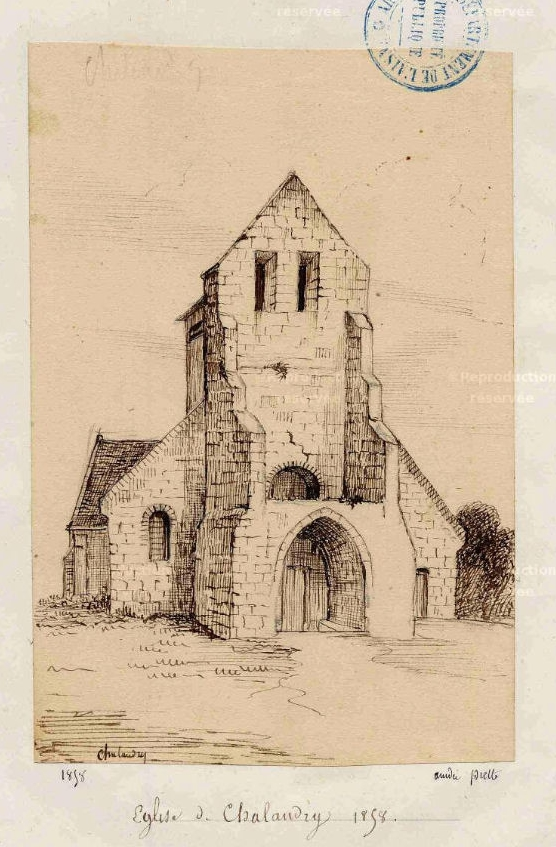
L'église de Chalandry en 1858 (Dessin de Amédée Piette).